# Tomás Orts Climent
Tomás Orts Climent, (Alacant, 1879 - Barcelona, segle XX)), fou un publicista del País Valencià. Era fill de l'escriptor Ramón Orts-Ramos.

## Carrera
Va estudiar el batxillerat a Alacant i als dotze anys ja va publicar contes i poesies. Des dels quinze va ser redactor d'alguns diaris de Barcelona, havent-ho estat durant molt de temps de Las Noticias, La Renaixença, La tribuna, etc. en los que publicà centenars d'articles sobre literatura, música, política, etc.
També va dirigir les revistes El Defensor del Asegurado i El Seguro Moderno, i va traduir nombroses obres de Daudet, Zola, Goldsmith i d'altres autors.
Un dels seus articles a La Tribuna motivà que l'Ajuntament de Barcelona adoptes l'acord d'enterrar decorosament als difunts de pobre condició.
Va figurar en el cos de redacció de l'enciclopèdia universal il·lustrada Espasa-Calpe S. A.